# Арутюнян, Тамара Зедоевна
Тамара Зедоевна Арутюнян (род. 1951) — армянская советская колхозница, депутат Верховного Совета СССР.

## Биография
Родилась в 1951 году. Армянка. По состоянию на 1974 год — член ВЛКСМ. Образование среднее.
С 1970 года — полевод, а с 1972 года — звеньевая колхоза села Кахцрашен Арташатского района Армянской ССР.
Депутат Совета Национальностей Верховного Совета СССР 9 созыва (1974—1979) от Арташатского избирательного округа № 399 Армянской ССР. Член комиссии по делам молодёжи Совета Национальностей.